# Uszczelnienie
Uszczelnienie – w technice element lub zespół elementów o określonym kształcie i wymiarach w stanie swobodnym, umieszczany w miejscu połączenia innych elementów celem uzyskania szczelności połączenia. Uszczelnienia używane są do oddzielenia od siebie przestrzeni, w których znajdują się dwa czynniki o różnych ciśnieniach, temperaturach lub innych właściwościach fizyko-chemicznych. 
Uszczelnienia występują w wykonaniach statycznych (umieszczane między elementami nie poruszającymi się względem siebie) oraz ruchowych (umieszczane między elementami poruszającymi się względem siebie).

## Zastosowania uszczelnień
- utrzymania w systemie 
  - ciśnienia cieczy (hydraulika)
  - ciśnienia gazu (pneumatyka)
- odizolowania od otoczenia - zapobieganie dostawaniu się gazu, cieczy lub cząstek stałych do wnętrza urządzenia
- zapobiegnięcie mieszania się mediów (płynów)